# Colonia Lomas de San Judas Tadeo
Colonia Lomas de San Judas Tadeo är en ort i Mexiko.   Den ligger i kommunen Silao de la Victoria och delstaten Guanajuato, i den centrala delen av landet, 290 km nordväst om huvudstaden Mexico City. Colonia Lomas de San Judas Tadeo ligger 1 874 meter över havet och antalet invånare är 117.
Terrängen runt Colonia Lomas de San Judas Tadeo är platt åt sydväst, men åt nordost är den kuperad. Runt Colonia Lomas de San Judas Tadeo är det ganska tätbefolkat, med 222 invånare per kvadratkilometer. Närmaste större samhälle är Guanajuato, 17,0 km öster om Colonia Lomas de San Judas Tadeo. Trakten runt Colonia Lomas de San Judas Tadeo består till största delen av jordbruksmark.